# Sylvio Fleming
Sylvio Fleming (Rio de Janeiro, 1905 — Silveiras, 21 de agosto de 1932) foi um militar brasileiro e considerado um dos heróis da Revolução Constitucionalista de 1932.

## Biografia
Sylvio Fleming nasceu no ano de 1905 na cidade do Rio de Janeiro, segundo filho de Maria da Glória de Lemos Fleming e do Almirante da Marinha Brasileira descendente de irlandeses Thiers Fleming. Tinha três irmãos: Thiers de Lemos Fleming, Edith de Lemos Fleming e Maria José Fleming.
Órfão de mãe aos cinco anos, o seu pai o mandou para a França sob a tutoria de uma ama da família chamada Julia. Ainda adolescente, retornou ao Brasil fixando residência por um breve período em Lambari, em Minas Gerais, e em seguida se mudou para a cidade do Rio de Janeiro, onde lá se matriculou no Colégio Militar.
Em 1923 foi para o Rio de Janeiro para se matricular na Escola Militar do Realengo, onde lá escolheu a artilharia como arma, embora também tivesse muita afinidade com a cavalaria por conta de ter sido desportista no hipismo. Em 1926, concluiu o curso como aspirante-a-oficial, na arma de artilharia, e no mês de fevereiro desse mesmo ano foi promovido a 2º tenente e designado a servir no 9º Regimento de Artilharia então sediado em Curitiba, no Paraná.
Em 1928 foi promovido a 1º tenente e designado para o 4º Regimento de Artilharia Montada (4º R.A.M.) cuja sede era na cidade de Itu. Lá era prestigiado e classificado como exímio desportista no hipismo, tendo sido participante assíduo da "Hípica Paulista" representando o regimento de artilharia. Participou ainda de inúmeras competições organizadas no extinto Hipódromo do Bomfim, no então Jockey Club de Campinas. Lá costumava competir com a sua égua de nome “Ramona” e mais tarde com o cavalo “Valette”. Por vezes, Sylvio figurou como vencedor ou finalista com amplo destaque na imprensa nacional.
Nesse período, casou-se com Nair Xavier Fleming, com quem teve dois filhos: Milton Fleming e Silvia Xavier Fleming, esta nascida na cidade de Itu, na antiga casa da família que se situava defronte ao Convento das Redentoristas, onde atualmente a respectiva rua é batizada com o nome do oficial de artilharia.
Em 9 de julho de 1932 o 1º tenente aderiu à Revolução Constitucionalista e logo partiu para o front de combate junto de sua unidade, o 4º R. A. M. de Itu, no denominado “Setor Norte” que compreendia todo o Vale do Paraíba. Tomou posição na região fronteiriça entre os Estados do Rio de Janeiro e São Paulo, lá comandando uma seção de artilharia. A sua unidade era integrada ao destacamento comandado pelo então coronel José Joaquim de Andrade, chefe do subsetor que compreendia as cidades de Areias, São José do Barreiro e Silveiras nos primeiros meses da campanha militar.
Na tarde de 21 de agosto de 1932, durante uma missão de reconhecimento avançado para posicionamento de peças de artilharia, próximo às linhas inimigas, o então capitão comissionado Sylvio Fleming foi mortalmente alvejado por disparos de uma patrulha adversária. Trazido ferido para a retaguarda pelos colegas para receber pronto atendimento médico, veio a falecer poucas horas depois. Na Ordem do Dia de 22 de agosto de 1932 do Quartel General do Destacamento do Coronel José Joaquim de Andrade, comandante daquele subsetor na Revolução de 1932, está a seguinte nota sobre o falecimento daquele oficial:
| “ | Falecimento de Oficial - Em consequência dos ferimentos recebidos, na linha de frente, no exercício de seu posto, faleceu ontem, às 16:50 horas, o Sr. 1º Tenente Sylvio Fleming do 4º R.A.M. Grande esperança do nosso Exercito, o novel e já notável artilheiro foi vitimado em consequência de ferimentos recebidos em um reconhecimento avançado. A perda do distinto camarada abre claro nas nossas fileiras onde ele era considerado um destacado elemento de valor. E enche de luto os seus camaradas que viam nele o símbolo da honra, do valor profissional, da dignidade militar, aliado ao seu espírito de justiça e bondade. Porém, o sangue do nosso companheiro servirá para nós de estimulo e de exemplo para a continuação porfiada da luta, cujo, ideal ele encarnou com tão decidido e denodado civismo. (Boletim do Destacamento de 22 de agosto de 1932) - (a) José Joaquim de Andrade, coronel comandante. | ” |

Sylvio Fleming foi sepultado na cidade de Itu com honras militares em uma cerimonia que contou com várias autoridades. Em 1965, os seus restos mortais foram transladados para o Monumento Mausoléu ao Soldado Constitucionalista de 1932, situado no Parque do Ibirapuera, na cidade de São Paulo.

## Homenagens
Prestigiado na cidade de Itu, é mencionado no livro de Roberto Machado de Carvalho Quatro Séculos de Itu – fatos e personalidades, volume II de 2010. Por ocasião da comemoração dos 50 anos da Revolução Constitucionalista, também foi lembrado na cidade de Itu os 50 anos de seu falecimento e a sua atuação como representante ituano na luta pela defesa da reconstitucionalização do Brasil em 1932.
Na cidade de São Paulo, há a EMEF Sylvio Fleming, inaugurada em homenagem ao estimado oficial. Há ainda naquela cidade uma rua na Villa Bonilha e outra no distrito de Pirituba, também em sua memória.
Na cidade de Itu, há um imponente Monumento na Praça Duque de Caxias em homenagem a Sylvio Fleming. A rua de sua antiga residência naquela cidade foi batizada de “rua Capitão Sylvio Fleming” também em sua memória.